# Hooper Bay (Alaska)
Hooper Bay es una ciudad ubicada en el Área censal de Wade Hampton en el estado estadounidense de Alaska. En el Censo de 2010 tenía una población de 1093 habitantes y una densidad poblacional de 49,36 personas por km².

## Geografía
Hooper Bay se encuentra en las coordenadas 61°31′52″N 166°5′48″O / 61.53111, -166.09667. Según la Oficina del Censo de los Estados Unidos, Hooper Bay tiene una superficie total de 22.14 km², de la cual 21.29 km² corresponden a tierra firme y (3.86%) 0.85 km² es agua.

## Demografía
Según el censo de 2010, había 1093 personas residiendo en Hooper Bay. La densidad de población era de 49,36 hab./km². De los 1093 habitantes, Hooper Bay estaba compuesto por el 1.92% blancos, el 0% eran afroamericanos, el 94.6% eran amerindios, el 0% eran asiáticos, el 0% eran isleños del Pacífico, el 0.09% eran de otras razas y el 3.39% pertenecían a dos o más razas. Del total de la población el 0% eran hispanos o latinos de cualquier raza.

## Localidades adyacentes
El siguiente diagrama muestra a las localidades más próximas a Hooper Bay.